# Joseph Michael Schmondiuk
Joseph Michael Schmondiuk (ur. 6 sierpnia 1912 w Wall, zm. 25 grudnia 1978 w Filadelfii) – amerykański duchowny greckokatolicki, biskup stamfordzki obrządku bizantyjsko-ukraiński, arcybiskup filadelfijski , licencjat (STL) i doktor teologii (DD).

## Życiorys
Joseph Michael Schmondiuk urodził się w rodzinie Michaela i Mary, ukraińskich imigrantów z Austro-Węgier, w niewielkiej górniczej miejscowości Wall koło Pittsburgha ,  w hrabstwie Allegheny, w stanie Pensylwania. W 1918 roku, w okresie epidemii grypy, zmarli jego rodzice i siostra, a on sam, wraz z bratem, trafił do sierocińca prowadzonego przez bazylianki. W 1930 r. ukończył St Joseph's Preparatory School w Filadelfii i udał się na studia do Rzymu . Najpierw kształcił się w Seminarium św. Jozafata, a następnie na Uniwersytecie Świętego Tomasza z Akwinu.
Sakramentu święceń udzielił mu w Rzymie biskup mukaczewski Aleksander Stojka 29 marca 1936 r.  Po powrocie do USA pracował w ukraińskich parafiach w Rochester, Aliquippa, Passaic i Hamtramck .
Sakrę biskupią otrzymał 8 listopada 1956 r. w Filadelfii z rąk greckokatolickiego egzarchy w USA, którym był wówczas Konstantyn Bohaczewski. Tym samym Joseph Schmondiuk stał się pierwszym biskupem spośród ukraińskich katolików urodzonych w Ameryce . W latach 1956–1961 Joseph Schmondiuk był tytularnym biskupem Zeugma in Syria, pełniąc funkcję biskupa pomocniczego greckokatolickiej archieparchii filadelfijskiej.
Został następca Ambrozija Senyszyna na stanowisku ordynariusza eparchii stamfordzkiej (1961-1977) i jako biskup Stamfordu uczestniczył w czterech sesjach soboru watykańskiego II .
20 września 1977 r. został mianowany archieparchą filadelfijskim, stając się duchowym przywódcą greckokatolickich Ukraińców w USA .
Zmarł nagle na atak serca w Einstein Medical Center Philadelphia. Po ceremonii pogrzebowej 30 grudnia 1977 r. w katedrze Niepokalanego Poczęcia w Filadelfii został pochowany na ukraińskim cmentarzu Ducha Świętego (ang. Holy Spirit Ukrainian Catholic Cemetery) w Campbell Hall, głównej osadzie (hamlet) miasteczka Hamptonburgh w hrabstwie Orange.